# フューチャー・セックス/ラヴ・サウンズ
『フューチャー・セックス/ラヴ・サウンズ』（FutureSex/LoveSounds）は、ジャスティン・ティンバーレイクの2枚目のスタジオ・アルバム。2006年9月8日にジャイヴ・レコードとゾンバ・ミュージック・グループから発売された。